# 25 octobre 1971
Le lundi 25 octobre 1971 est le 298e jour de l'année 1971.

## Naissances
- Craig Robinson, acteur américain
- Elif Şafak, écrivaine turque
- Emmanuel Top, musicien français
- Jakob Hein, auteur et médecin allemand
- Leslie Grossman, actrice américaine
- Martin Leslie, joueur de rugby à XV écossais
- Midori Gotō, violoniste américaine d'origine japonaise
- Paul Anderson, joueur de rugby à XIII anglais
- Pedro Martínez, joueur de baseball dominicain
- Prudence Halliwell (morte le 17 avril 2001), personnage de fiction
- Simon Charlton, joueur de football britannique

## Décès
- Albert Treint (né le 13 février 1889), personnalité politique française
- Jean Quenette (né le 2 mai 1903), personnalité politique française
- Mikhail Yanguel (né le 7 novembre 1911), ingénieur russe
- Paul Terry (né le 19 février 1887), animateur, producteur, scénariste et réalisateur américain
- Philip Wylie (né le 12 avril 1902), écrivain américain

## Événements
- Résolution 2758 de l'Assemblée générale des Nations unies : la République populaire de Chine devient membre permanent du Conseil de sécurité des Nations unies en lieu et place de la République de Chine.
- Début du spectacle Electrical Water Pageant